# Giuseppe Signori
Giuseppe „Beppe” Signori (ur. 17 lutego 1968 w Alzano Lombardo) – włoski piłkarz występujący na pozycji napastnika. Srebrny medalista MŚ 1994.
W niższych klasach rozgrywkowych grał w U.C. AlbinoLeffe, Piacenzy Calcio i Trento Calcio. Wybił się w Foggii, z którą grał w Serie B, a w sezonie 1991/1992 debiutował w najwyższej klasie rozgrywkowej. W 1992 odszedł do S.S. Lazio, piłkarzem klubu ze stolicy Italii był do zimy 1998. Krótko grał w Sampdorii, jesienią był już graczem Bologna FC. Grał w tym klubie do 2004. W Serie A strzelił 188 goli w 344 meczach. Trzykrotnie był królem strzelców rozgrywek (1993, 1994, 1996). W 2004 grał w greckim Iraklisie, karierę kończył w węgierskim FC Sopron.
W reprezentacji Włoch zagrał 28 razy i strzelił 7 bramek. Debiutował 31 maja 1992 w meczu z Portugalią, ostatni raz zagrał w 1995. Podczas MŚ 94 zagrał w 6 meczach.